# Nizina Czarnomorska

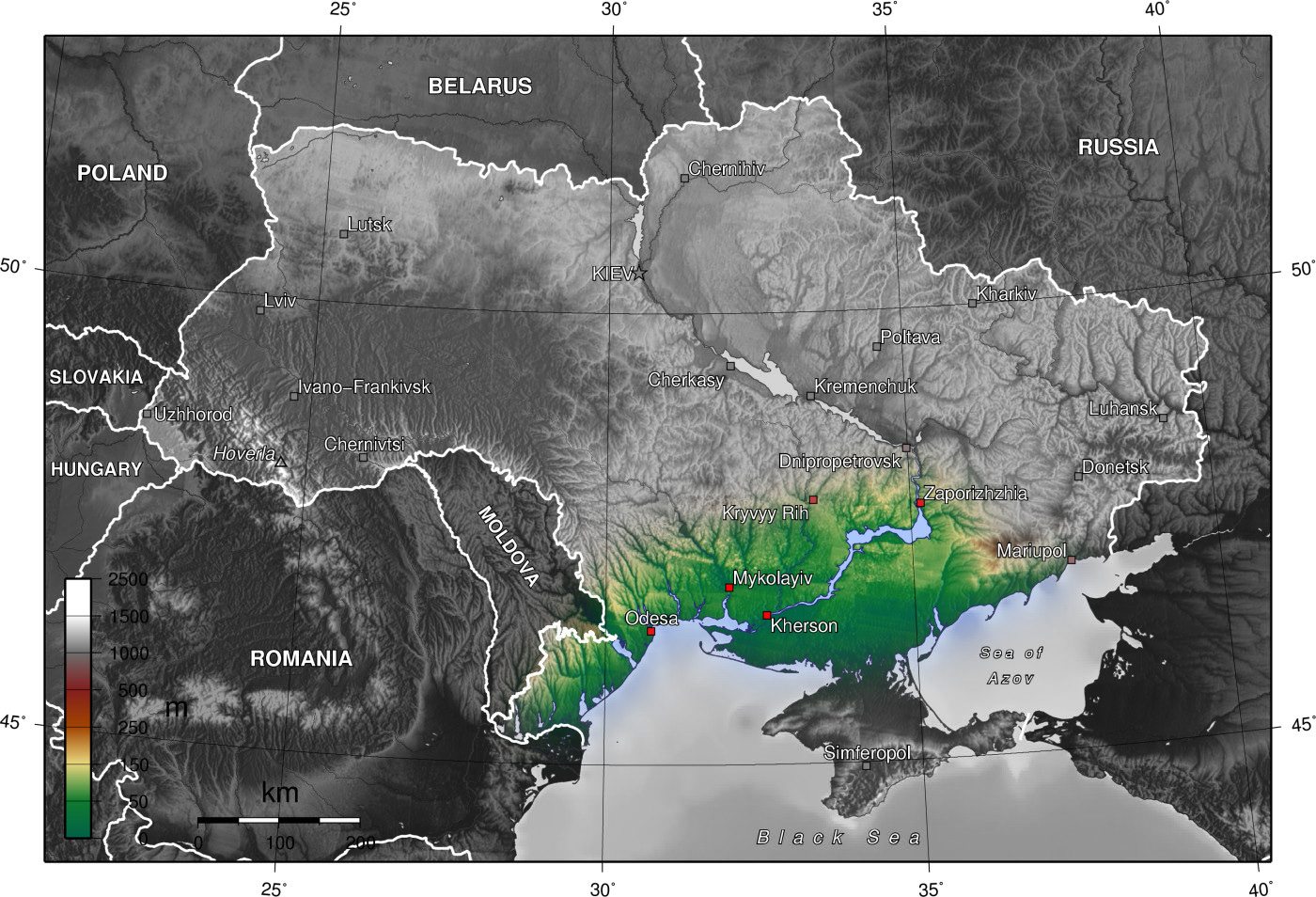

Nizina Czarnomorska (861) – nizina nadmorska, leżąca na terenie Ukrainy, jak również częściowo na terenie Mołdawii i Rumunii. Jest częścią Niziny Wschodnioeuropejskiej.
Rozciąga się na północnych wybrzeżach Morza Czarnego, od ujścia Dunaju do Morza Azowskiego, do rzeki Kalmius.
Do największych rzek przepływających przez Nizinę Czarnomorską należą Dniepr, Dniestr i Boh. Wiele rzek przy ujściu tworzy limany.
Jej obszar jest intensywnie wykorzystywany rolniczo – uprawia się tutaj zboża, słoneczniki, winorośl, tytoń, konopie, buraki cukrowe, kukurydzę, warzywa i owoce. Hoduje się bydło, trzodę chlewną i konie.